# Alegeri legislative în Egipt, 2007
Camera Superioară a Parlamentului (Senatul) este cunoscută în Egipt sub numele Majilis Al-Shura (arabă مجلس الشورى), ce s-ar putea traduce prin Consiliul Consultativ. Cealaltă cameră a Parlamentului egiptean se numește Adunarea Poporului.
Consiliul Shura a fost creat în 1980 printr-un amendament constituțional.
Este compus din 264 de membri, dintre care 174 sunt aleși direct, iar 88 sunt 
numiți de către Președintele Republicii pentru un mandat de 6 ani.Jumătate din 
membri se schimbă constant la fiecare 3 ani.
Puterile legislative ale Consiliului Shura sunt limitate, ultimul cuvânt 
aparținând Adunării Poporului.
Alegerile pentru Consiliul Shura au avut loc în data de 11 iunie 2007.
Au existat 587 de candidați ce concurau pentru 88 de locuri în 24 de provincii.
Principalele partide care au candidat au fost Partidul Național Democrat (109
candidați) și Frăția Musulmană, aflat înafara legii.Din cei 19 candidați 
independenți ai partidului din urmă, președintele Mubarak a încercat fără succes să descalifice 17.Alegerile au fost boicotate de către Partidul Noii Delegații și de Partidul Nasserist.
Sursele egiptene de informare în masă au anunțat că 11 din cele 88 de locuri au
fost câștigate de Partidul Național Democrat.În total acest partid a câștigat 
70 de locuri în primul rond de alegeri, Partidul Național Progresiv Unionist
(cunoscut sub numele de Tagammu) a câștigat 1 loc, iar un candidat independent de asemenea un loc.Prezența la urne a fost de 23 de procente.Din cele 16 locuri determinate în primul rond, Partidul Național Democrat a câștigat 14 în timp ce independenții au câștigat alte 2, rezultând un total de 84 pentru PND, 3 pentru independenți și 1 pentru Tagammu. 
Violențele din ziua alegerilor au dus la moartea susținătorului unui candidat independent din  provincia Sharqia, în urma luptelor cu cei ce susțineau PND.